# Wilen TG
| TG ist das Kürzel für den Kanton Thurgau in der Schweiz. Es wird verwendet, um Verwechslungen mit anderen Einträgen des Namens Wilen zu vermeiden. |

Wilen ist eine politische Gemeinde und eine Ortschaft im Bezirk Münchwilen des Schweizer Kantons Thurgau.
Bis zum 31. Dezember 1997 gehörte Wilen als Ortsgemeinde Wilen bei Wil zur Munizipalgemeinde Rickenbach bei Wil. Per Jahresbeginn 1998 wurde Wilen im Rahmen der Thurgauer Gemeindereform von Rickenbach bei Wil abgetrennt und in die politische Gemeinde Wilen (TG) umgewandelt.
Die Prüfung einer Fusion mit der Gemeinde Rickenbach TG wurde 2022 von den Stimmbürgern deutlich abgelehnt.

## Geographie
Wilen liegt etwa 3 km südlich von Wil am nordöstlichen Abhang des Hummelbärgs. Mit einer Gesamtfläche von 225 ha zählt Wilen zu den kleineren Gemeinden des Hinterthurgaus. Trotz seiner Nähe zum eher städtischen Wil ist Wilen ein ländlich geprägtes Dorf.

## Geschichte
Erstmals erwähnt wurde die Gemeinde 1302 als Weiler der Stadt Wil, damals wurde es noch Wiler genannt. Wilen unterstand dem fürstäbtisch-sankt-gallischen Gericht Rickenbach, das 1471 bis 1798 vom Hof zu Wil des Klosters St. Gallen verwaltet wurde. Die Katholiken von Wilen gehörten stets zum Seelsorgebereich der Katholischen Pfarr- und Kirchgemeinde Wil. Die Reformierten besuchten den Gottesdienst in Sirnach und wechselten 1889 zur neu gegründeten Kirchgemeinde Wil. 1833, 1897 und 1969 wurden Schulhäuser gebaut.
1807 wurde der allgemeine Weidgang aufgehoben. Vor allem die Stickerei war als Heimindustrie zwischen 1880 und ca. 1920 verbreitet. Danach fanden viele Bewohner in den Industriebetrieben von Wil ihren Verdienst. Ab 1950 entstanden in der Gemeinde Ein- und Mehrfamilienhausquartiere. 1998 erfolgte die Gründung der heutigen politischen Gemeinde. 2003 erhielt Wilen einen eigenen Friedhof sowie 2004 ein ökumenisches Kirchen- und Gemeindezentrum.
Ungeklärt ist, ob Wilen bereits 754 in der Henauer Urkunde erwähnt worden ist. Allgemein nimmt man an, dass dort die Nachbarstadt Wil gemeint war, es ist aber nicht ausgeschlossen, dass es sich um Wilen handeln könnte.

## Wappen
Blasonierung: Gespalten von Rot mit gelbem Löwen und Weiss mit schwarzem Schlüssel.
Das Wappen nimmt Bezug auf die früheren rechtlichen Verhältnisse der Gemeinde. Der Löwe des alten Thurgauerwappens zeigt die Zugehörigkeit zur Landgrafschaft Thurgau an, der Schlüssel verweist auf die Bindung zur Kirche St. Peter in Wil.

## Bevölkerung
| Die zur Anzeige dieser Grafik verwendete Erweiterung wurde dauerhaft deaktiviert. Wir arbeiten aktuell daran, diese und weitere betroffene Grafiken auf ein neues Format umzustellen. (Mehr dazu) |

|                     | 1850 | 1880 | 1900 | 1930 | 1950 | 1960 | 1970 | 1980 | 1990 | 2000 | 2010 | 2018 | 2023 |
| Ortsgemeinde        | 292  | 345  | 379  | 609  | 640  | 950  | 1196 | 1049 | 1502 |      |      |      |      |
| Politische Gemeinde |      |      |      |      |      |      |      |      |      | 1760 | 2076 | 2512 | 2501 |

Von den insgesamt 2501 Einwohnern der Ortschaft Wilen (Politische Gemeinde) am 31. Dezember 2023 waren 364 bzw. 14,6 % ausländische Staatsbürger. 1118 (44,7 %) waren römisch-katholisch und 525 (21,0 %) evangelisch-reformiert.

## Verwaltung
Wilen und Rickenbach teilen sich das Gemeindehaus.
→ Siehe Abschnitt Verwaltung im Artikel Rickenbach TG

## Wirtschaft und Verkehr
Im Jahr 2016 bot Wilen 403 Personen Arbeit (umgerechnet auf Vollzeitstellen). Davon waren 1,7 % in der Land- und Forstwirtschaft, 24,6 % in Industrie, Gewerbe und Bau sowie 73,8 % im Dienstleistungssektor tätig.
Wilen profitiert verkehrstechnisch von der Nähe zu Wil. Der Anschluss an die A1 in Wil ist in 5 Minuten erreichbar. Seit 1981 besteht die Buslinie Wil–Wilen, so kann der Bahnhof Wil in wenigen Minuten erreicht werden. Im Ort gibt es keinen Durchgangsverkehr. Die Kantonsstrasse von Sirnach nach Rickenbach, die am Dorf vorbeiführt, ist die einzige Verkehrsachse.

## Kultur, Bildung
Das erste Schulhaus in Wilen wurde 1833 erbaut. Das älteste noch benutzte Schulhaus ist das «Türmlischulhaus». Es wurde 1897 gebaut. Seinen Namen verdankt es dem kleinen turmartigen Aufbau, der eine kleine Glocke enthält. Heute ist der Kindergarten in dem Gebäude untergebracht. Das Primarschulhaus mitsamt Turnhalle wurde 1954 gebaut und seither zweimal (1968 und 1989) erweitert. 1994 wurde in Wilen das Sekundarschulzentrum Ägelsee eröffnet, das von Schülern aus Wilen, Rickenbach und Busswil besucht wird.

## Kirchen
Wilen gehört zu den Kirchgemeinden von Wil. Seit 2004 gibt es in Wilen jedoch ein ökumenisches Kirchen- und Gemeindezentrum, das von der evangelischen und katholischen Gemeinde gemeinsam finanziert und genutzt wird. Es entstand durch einen Umbau des Mehrzweckgebäudes, in dem schon vorher katholische Gottesdienste stattgefunden haben.

## Bilder
|  |  |  |